# O.C. (Rapper)
Omar Credle (* 1972 in Brooklyn, New York), bekannt unter seinem Künstlernamen O.C., ist ein amerikanischer Rapper, der als Solokünstler und als Teil einiger bekannter Underground-Hip-Hop-Gruppen arbeitet.

## Leben
Credle wurde in Brooklyn geboren und wuchs im Viertel Bushwick auf. 1991 hatte er seinen ersten Auftritt auf Fudge Pudge, einem Stück von Organized Konfusion. Im Jahre 1994 bekam er einen Vertrag bei Wild Pitch Records und nahm das Album Word...Life auf, das sein bekanntestes Lied Time's Up enthält. Das Album wurde von der Kritik gelobt und gilt in Hip-Hop-Kreisen als Klassiker. Zur gleichen Zeit wurde er Mitglied der Hip-Hop-Crew D.I.T.C., dessen Mitglied Buckwild an der Produktion des Debütalbums beteiligt war.
1997 unterschrieb O.C. bei Pay Day Records, wo er sein zweites Album Jewelz fertigstellte. Auch dieses Album wurde von Kritikern gelobt.
Sein viertes Album stellte O.C. 2005 bei Grit Records fertig. Es trägt den Titel Starchild. Im Verlauf des Jahres wechselte O.C. erneut das Label und unterschrieb bei Hieroglyphics Imperium Recordings, wo sein fünftes Album Smoke and Mirrors veröffentlicht wurde.
O.C. ist auch auf dem Soundtrack zu Clockers als Teil der Crooklyn Dodgers zu hören, die unter anderem aus den Rappern Chubb Rock und Jeru the Damaja bestanden.

## Diskografie

### Alben
- 1994: Word...Life
- 1997: Jewelz
- 2001: Bon Appetit
- 2005: Starchild
- 2005: Smoke and Mirrors
- 2007: Hidden Gems
- 2009: Oasis (mit AG)
- 2012: Trophies (mit Apollo Brown)
- 2017: Same Moon Same Sun – 1st Phase
- 2017: Perestroika (mit Apathy)
- 2018: A New Dawn

### Singles
- 1994: Born to Live
- 1994: Time's Up
- 1997: My World
- 1997: Far from Yours (feat. Yvette Michele)
- 1997: Can't Go Wrong
- 1997: Dangerous